# Antônio Carlos Ramos Pereira
Antônio Carlos Ramos Pereira (Salvador, 3 de agosto de 1952) é um bacharel em matemática, servidor público estadual e político brasileiro do estado de Minas Gerais.
Foi deputado estadual em Minas Gerais na 12ª legislatura (1991 a 1995) pelo PT.

Foi vereador no município de Belo Horizonte no período de 2003 a 2008.